# Macropinna microstoma
Macropinna microstoma cũng còn gọi là cá mắt trống là một loài cá trong Họ Cá mắt thùng, loài này được ghi nhận vào năm 1939 nhưng những hình ảnh của nó được biết đến vào năm 2004. Chúng sống dưới đại dương sâu thẳm sở hữu cho mình chiếc đầu trong suốt với đôi mắt là hai khối cầu hình ống màu xanh lục nằm trên đỉnh đầu. Đôi mắt được bao quanh bởi bộ phận hình khiên trong suốt chứa đầy dịch lỏng. Sắc tố xanh lá cây trong đôi mắt của cá mắt trống có thể lọc ánh sáng đến trực tiếp từ mặt biển, giúp cá xác định điểm phát sáng sinh học của sứa hay các loài động vật khác ở ngay trên đầu chúng.